# Ilasjön (Reftele socken, Småland)
Ilasjön är en sjö i Gislaveds kommun i Småland och ingår i Lagans huvudavrinningsområde.